# Nekrolog 1346
Nekrolog
◄◄
| ◄
| 1342
| 1343
| 1344
| 1345
| 1346 | 1347 | 1348 | 1349 | 1350 | ► | ►►
Weitere Ereignisse | Allgemeiner Nekrolog 1346
Die Beschreibung der verstorbenen Person sollte so kurz wie möglich gehalten sein und nur deren signifikante Tätigkeit(en) enthalten.
Neue Namen ggf. auch unter dem Geburts- und Sterbedatum, also etwa unter 1. Januar und im Geburts- und Sterbejahr (2024) eintragen (nur bei entsprechender großer Wichtigkeit). Für Beispiele siehe die schon vorhandenen Artikel.
Außerdem über die fünf zuletzt Verstorbenen, zu denen es einen ausreichend guten Artikel für eine Präsentation auf der Hauptseite gibt, nach der todesbedingten Überarbeitung der Artikel ggf. auch unter Wikipedia Diskussion:Hauptseite informieren und sie am besten auch in den anderen Wikipedia-Sprachversionen eintragen. Tipp: Regelmäßig bei news.google.de nach „ist tot“, „gestorben“ oder „verstorben“ suchen.
Wenn eine Person gestorben ist, gibt es viele Seiten zu dieser Person in der Wikipedia, die davon auch betroffen sind und entsprechend aktualisiert werden müssen. Beispiele: Namenübersichtsseite, Geburtsjahr, Geburtsort-Seiten und viele mehr.
Wie finde ich die betroffenen Seiten?
Im Suchfeld auf der linken Seite gibt man den Suchbegriff so ein: „Vorname Nachname“. Dann klickt man auf Volltext und alle Seiten mit entsprechendem Suchtext werden aufgerufen. Hier sieht man dann schnell, wo auch das Todesjahr Sinn macht oder sogar ein Teil des Artikels angepasst werden muss. Auch hilft das „Werkzeug“ auf der linken Seite sehr gut, um solche Seiten aufzufinden: „Links auf diese Seite“. Somit ist die Wikipedia wieder aktuell in allen Bereichen! Hinweis: bei Eintragung der Kategorie „Gestorben JAHR“ wird der Missbrauchsfilter 49 ausgelöst, was jedoch nicht schlimm ist. Siehe: Spezial:Missbrauchsfilter/49
Dies ist eine Liste von im Jahr 1346 verstorbenen bekannten Persönlichkeiten. Die Einträge erfolgen innerhalb der einzelnen Daten alphabetisch sortiert. Tiere sind im Nekrolog für Tiere zu finden.

## Februar
| Tag        | Name                   | Beruf, bekannt als                       | Alter | Beleg |
| ---------- | ---------------------- | ---------------------------------------- | ----- | ----- |
| 1. Februar | Pål Bårdsson           | Erzbischof in Nidaros                    |       |       |
| 1. Februar | Friedrich Ritzendorfer | Abt des Benediktinerstiftes Kremsmünster |       |       |

## April
| Tag      | Name         | Beruf, bekannt als                      | Alter | Beleg |
| -------- | ------------ | --------------------------------------- | ----- | ----- |
| 9. April | Ralph Ufford | englischer Ritter, Justiciar von Irland |       |       |

## Mai
| Tag     | Name        | Beruf, bekannt als     | Alter | Beleg |
| ------- | ----------- | ---------------------- | ----- | ----- |
| 15. Mai | Heinrich I. | Herzog von Schweidnitz |       |       |

## Juni
| Tag     | Name                    | Beruf, bekannt als                                                         | Alter | Beleg |
| ------- | ----------------------- | -------------------------------------------------------------------------- | ----- | ----- |
| 9. Juni | Heinrich von Zipplingen | Mitglied des Deutschen Ordens, Ratgeber und Sekretär von Kaiser Ludwig IV. |       |       |

## Juli
| Tag      | Name                             | Beruf, bekannt als | Alter | Beleg |
| -------- | -------------------------------- | ------------------ | ----- | ----- |
| 18. Juli | Ludwig von Braunschweig-Lüneburg | Bischof von Minden |       |       |

## August
| Tag        | Name                       | Beruf, bekannt als                                        | Alter | Beleg |
| ---------- | -------------------------- | --------------------------------------------------------- | ----- | ----- |
| 10. August | Philippe von Burgund       | Graf von Auvergne und der Grafschaft Boulogne             | 22    |       |
| 26. August | Heinrich II. von Rosenberg | böhmischer Adliger                                        |       |       |
| 26. August | Heinrich IV.               | Graf von Vaudémont                                        |       |       |
| 26. August | Johann V.                  | Graf von Roucy, Braine und Rochefort, Herr von Pierrepont |       |       |
| 26. August | Johann von Böhmen          | König von Böhmen und Erbkönig von Polen                   | 50    |       |
| 26. August | Karl II.                   | Graf von Alençon und Le Perche                            |       |       |
| 26. August | Ludwig I.                  | Graf von Blois und Dunois, Herr von Avesnes               |       |       |
| 26. August | Ludwig I.                  | Graf von Flandern, Nevers und Rethel                      |       |       |
| 26. August | Rudolf                     | Herzog von Oberlothringen                                 |       |       |
| August     | Heinrich III. von Stein    | Gegenbischof, Fürstbischof in Regensburg                  |       |       |

## September
| Tag           | Name                          | Beruf, bekannt als                                                             | Alter | Beleg |
| ------------- | ----------------------------- | ------------------------------------------------------------------------------ | ----- | ----- |
| 20. September | Catherine de Valois-Courtenay | Titularkaiserin von Konstantinopel, Regentin von Achaia und Fürstin von Tarent | 44    |       |
| 23. September | Ulrich II.                    | Herr von Hanau                                                                 |       |       |

## Oktober
| Tag         | Name                              | Beruf, bekannt als    | Alter | Beleg |
| ----------- | --------------------------------- | --------------------- | ----- | ----- |
| 5. Oktober  | Raymond Guilhem de Fargues        | Kardinal              |       |       |
| 17. Oktober | Maurice Moray, Earl of Strathearn | schottischer Adeliger |       |       |
| 17. Oktober | John Randolph, 3. Earl of Moray   | schottischer Adliger  |       |       |

## November
| Tag          | Name                | Beruf, bekannt als                 | Alter | Beleg |
| ------------ | ------------------- | ---------------------------------- | ----- | ----- |
| 27. November | Gregor vom Sinai    | Mönch, Hesychast, Heiliger         |       |       |
| 29. November | Agnes von Hohenlohe | Tochter von Kraft I. von Hohenlohe |       |       |

## Datum unbekannt
| Tag | Name                    | Beruf, bekannt als                                           | Alter | Beleg |
| --- | ----------------------- | ------------------------------------------------------------ | ----- | ----- |
|     | Abu Bakr II.            | Kalif der Hafsiden in Ifriqiya                               |       |       |
|     | Mathilde von Bayern     | Tochter von Ludwig IV. und Beatrix von Schlesien-Schweidnitz |       |       |
|     | Al-Kamil Schaban I.     | Sultan der Mamluken in Ägypten                               |       |       |
|     | Bernhard                | Domherr und Graf von Ravensberg                              |       |       |
|     | Heinrich von Bokholt    | Ratsherr in Lübeck                                           |       |       |
|     | Enguerrand VI. de Coucy | Herr von Coucy, Marle, La Fére, Oisy und Montmirail          |       |       |
|     | Georg V.                | König von Georgien                                           |       |       |
|     | Gerhard von Oßweiler    | Ritter                                                       |       |       |
|     | Helion de Villeneuve    | Großmeister der Johanniter                                   |       |       |
|     | Loretta von Sponheim    | Gräfin                                                       |       |       |